# Real Monasterio de Santa Isabel

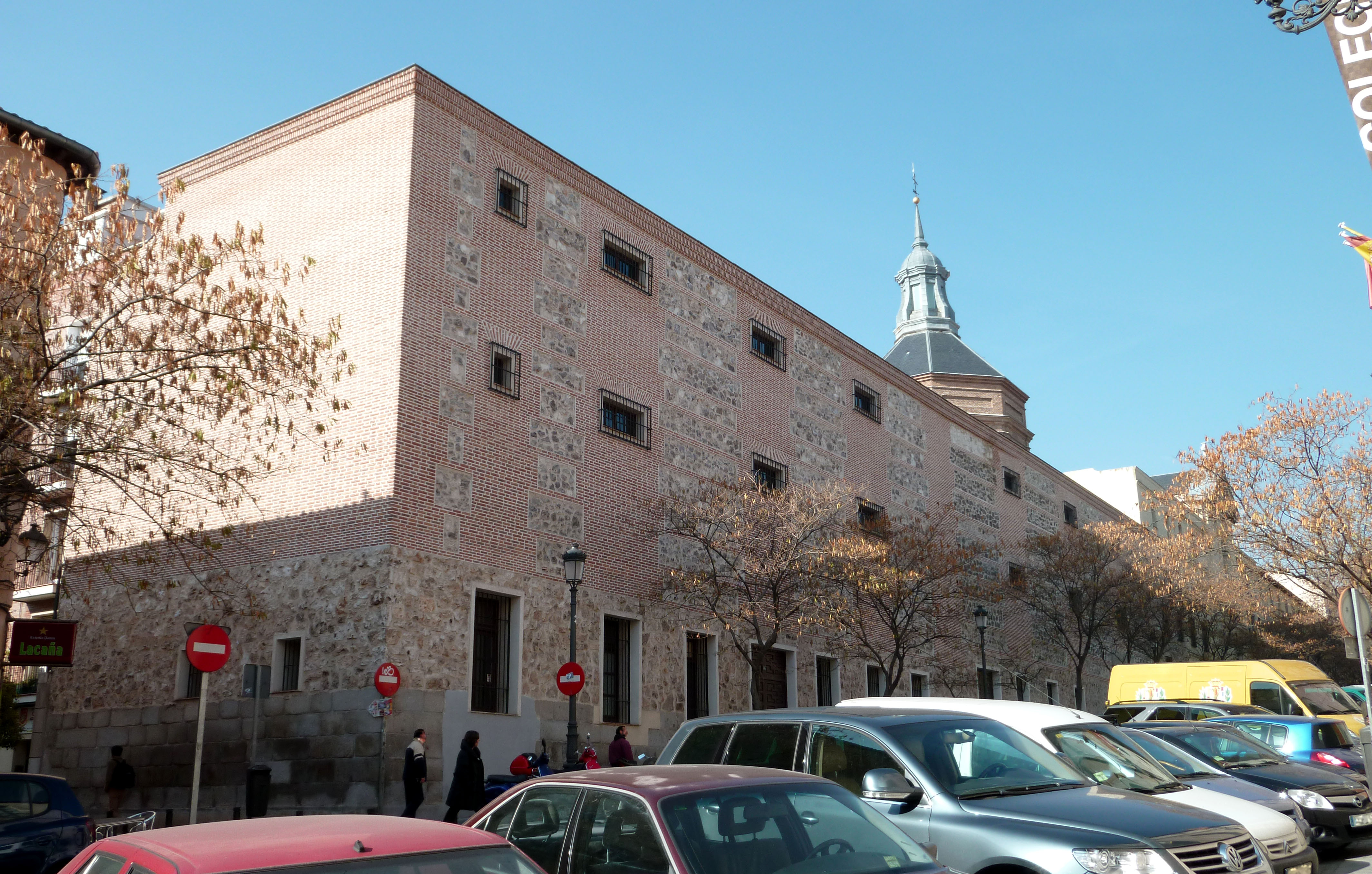
Fachada

El Real Monasterio de Santa Isabel está situado en Madrid (España), en una manzana próxima a la calle de Atocha, en la calle llamada asimismo de Santa Isabel. El monasterio dio nombre a la antigua Fábrica de Tapices de Santa Isabel, representada por Velázquez en Las hilanderas, que se localizaba en sus proximidades.

## Historia
El monasterio de Santa Isabel agrupa dos fundaciones, un colegio de niñas, llamado Casa del Recogimiento de Santa Isabel, fundado en Alcalá de Henares por Isabel Clara Eugenia, hija de Felipe II, en 1595, y un convento de clausura de monjas agustinas recoletas fundado en 1589 por el santo agustino fray Alonso de Orozco, reformador de la orden, con monjas procedentes del convento de Nuestra Señora de Gracia de Ávila. 
El monasterio tuvo su primer alojamiento en la calle del Príncipe, en las propiedades de una viuda rica, Prudencia Grillo, verdadera impulsora de la fundación tras un legendario lance amoroso que la llevó ante el tribunal de la Inquisición. 
Su alojamiento definitivo en la calle de Atocha, lejos de la incomodidad que ocasionaba la vecindad con el corral de Comedias del Príncipe, se debe a la intervención de la reina Margarita de Austria, esposa de Felipe III, quien creó el Patronato Real en 1610, entregando a las monjas la llamada Casilla, finca y palacio de campo del secretario de Felipe II Antonio Pérez, edificio en parte subsistente en la actual clausura. 
El intento de la reina de someter a las monjas a la reforma emprendida por la Madre Mariana de San José, elegida por ella para dirigir la nueva fundación del Monasterio de la Encarnación, provisionalmente alojada en Santa Isabel, provocó algunos roces entre las monjas y sus patronos. Roces que quedaron resueltos en el reinado siguiente de Felipe IV, con el que se inicia la construcción de la iglesia. Felipe IV, además, atendiendo a la petición de las monjas, las liberó en 1649 de la carga del colegio, encomendándoselo primero a un grupo de mujeres laicas y luego a las asuncionistas, orden que todavía hoy lo regenta. 

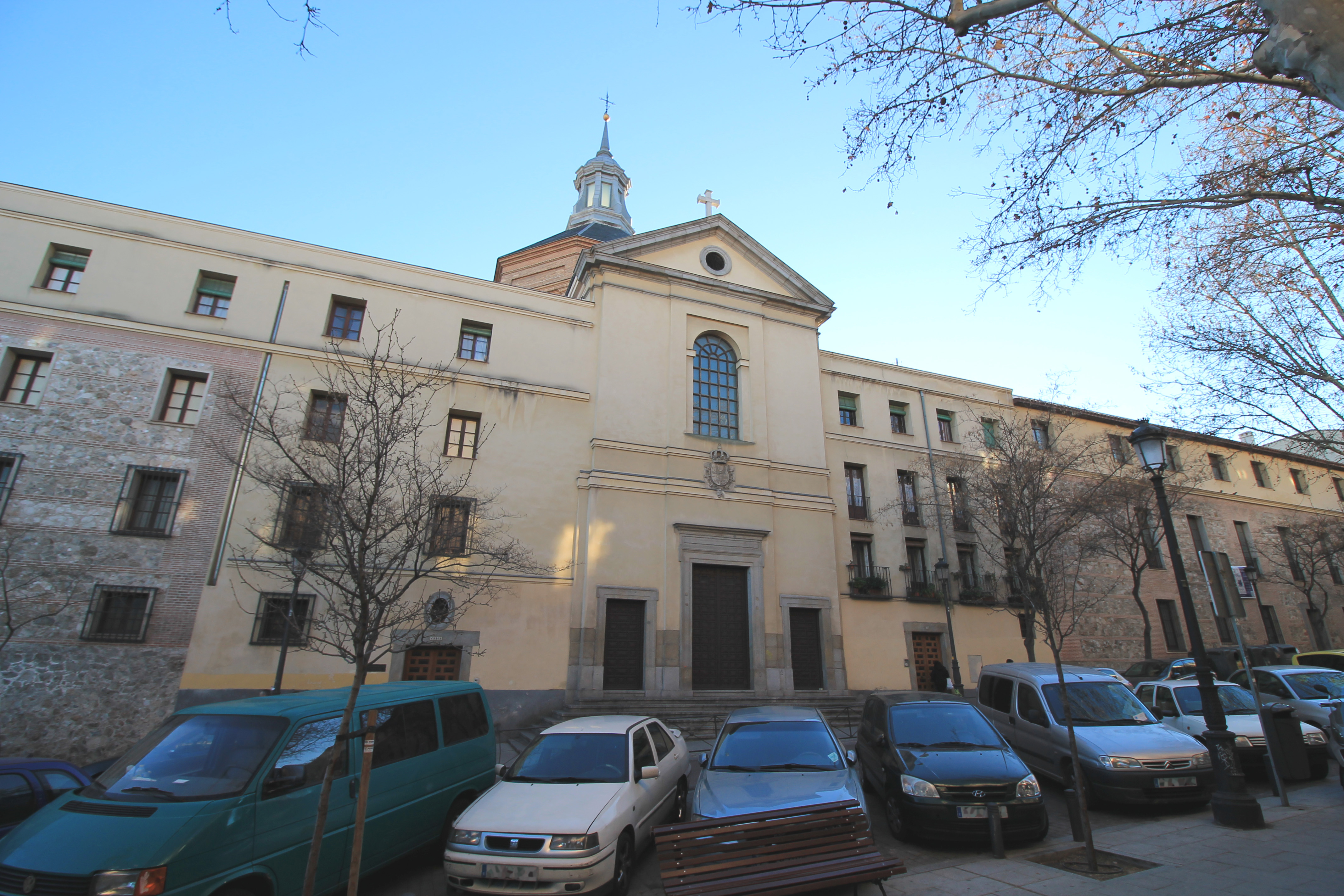
Fachada de la iglesia

Las trazas arquitectónicas de la iglesia se deben a Gómez de Mora, iniciándose su construcción en 1640 por Jerónimo Lázaro Goiti y terminándose en 1665. En 1732 se realizaron obras de remodelación, incorporando suntuosas tribunas. Las directrices de José I ordenando la supresión de comunidades con un número inferior a diez personas, obligó a las monjas a abandonar el monasterio en 1810. Saqueado por las tropas francesas, las religiosas no retornaron a él hasta 1816. No se vio afectado, en cambio, por las leyes desamortizadoras del siglo XIX, pero en 1870 estuvo de nuevo amenazado de destrucción por las ordenanzas municipales. 
Josemaría Escrivá llegó al Patronato de Santa Isabel como capellán interino —sin nombramiento, ni sueldo— en septiembre de 1931. Años después –diciembre de 1934– fue nombrado rector-administrador del Patronato, con honorarios y derecho a ocupar la vivienda destinada para ese fin. Desde entonces atendió a las dos comunidades de religiosas: las agustinas recoletas y las religiosas de la Asunción, del colegio.
Tras la victoria del Frente Popular en las elecciones generales, el ministerio de Instrucción Pública ordenó la incautación de bienes. Por ello, las monjas hubieron de abandonar de nuevo el monasterio, estableciéndose en un piso de la calle del Ángel. Al estallar la Guerra civil, el monasterio fue incendiado y destruidas las obras de arte que contenía, reconstruyéndose en 1946 con la venta de algunas obras artísticas salvadas por las monjas antes del conflicto y con la ayuda de la Dirección General de Regiones Devastadas y Reparaciones.
El Real Decreto 602/1995, de 7 de abril, declaró el Monasterio de Santa Isabel Bien de interés cultural con categoría de monumento. El monasterio está englobado en los bienes propiedad de Patrimonio Nacional.

## Arte
La iglesia es un edificio de planta singular, con nave de dos tramos muy reducidos y un gran crucero, que casi dobla en extensión las dimensiones de la nave, rematado con un presbiterio cuadrado. En alzado presenta órdenes de pilastras de orden toscano arquitrabadas y frisos de modillones doblados. La cúpula semiesférica que cubre el crucero se sustenta sobre cuatro pilares achaflanados muy amplios, de modo que las pechinas que descargan sobre ellos tiene forma de trapecios. En el tambor se abren ocho vanos con ornamentación barroca que iluminan fuertemente el crucero, reforzando el aspecto centralizado de la planta.
Poco antes de terminar la construcción del templo, en 1664, Sebastián de Benavente recibió el encargo de ejecutar el retablo mayor y los colaterales situados en los cuatro machones, encargándose el dorado a Toribio Gómez. La estructura del retablo mayor seguía los modelos de Pedro de la Torre y Sebastián Herrera Barnuevo, estando flanqueado por grandes columnas estriadas de orden corintio y conteniendo un tabernáculo de rica decoración barroca. El cuerpo principal lo ocupaba un lienzo de considerables dimensiones de la Inmaculada, obra de José de Ribera, encargado por el Virrey de Nápoles, Juan José de Austria. Las monjas, según se cuenta, hicieron más tarde repintar la cabeza de la Virgen a Claudio Coello, por entender que era un retrato de la hija de Ribera, con la que se decía que el Virrey había mantenido relaciones ilícitas. En el ático figuraba un cuadro de la Visitación de Nuestra Señora, primera advocación del convento, obra de Mateo Cerezo, y en el tabernáculo tres lienzos de Antonio Palomino. 
Los altares situados en las cuatro pilastras contenían también interesantes pinturas de Mateo Cerezo (Santo Tomás de Villanueva y San Nicolás de Tolentino socorriendo las almas del Purgatorio con la correa de los agustinos), Claudio Coello (San Felipe) y Benito Manuel Agüero (La imposición de la casulla a San Ildefonso). Completando la decoración del presbiterio figuraban dos lienzos, copias antiguas de La túnica de José de Velázquez y La Adoración de los Pastores de Ribera, según los originales del Real Monasterio de El Escorial. Todo ello ardió en 1936, junto con los frescos del siglo XVIII de Zacarías González Velázquez, incendiado por exaltados afines a la II República Española. 
Antonio Ponz en 1793 llegó a ver también en el templo un Apostolado de medio cuerpo de José de Ribera, adquirido al parecer por Carlos IV de España y conservado actualmente en el Museo Nacional del Prado, así como un San Juan en el desierto (conservado en clausura, copia de Ribera) y una Piedad (desaparecida) asignados ambos al Españoleto.
En la actualidad se han vuelto a colocar en el primer tramo de la iglesia, bajo el coro, dos cuadros del pintor madrileño Antonio Arias en los que están representados San Pablo Ermitaño con San Antonio Abad y San Agustín con su madre Santa Mónica, retornando así al mismo lugar en que los viera Ponz, quien erróneamente los había atribuido a Gaspar Becerra el primero y a Alonso Cano el segundo, únicas piezas subsistentes de la primitiva decoración. El actual retablo mayor, en madera tallada y policromada del siglo XVII, procede de la Catedral de Pamplona, instalado en este lugar tras la última restauración. Decorando el crucero se han dispuesto otras pinturas en retablos, destacando un Arcángel san Jeudiel de Vicente Carducho y una Inmaculada de Mariano Salvador Maella, procedentes de los fondos primitivamente conservados en clausura. En ella se encuentran todavía algunas otras obras de relativo interés, primordialmente de escuela madrileña de la segunda mitad del siglo XVII, y entre ellas varias obras de Antonio Pereda y de José Antolínez.
En julio de 2025 fue recuperado, a través de una adquisición de Patrimonio Nacional, el lienzo Cristo y la samaritana, de Luca Giordano, que regresó a su emplazamiento original -una de las salas de recepción- del Monasterio.